# (2977) Chivilikhin
(2977) Chivilikhin es un asteroide perteneciente al cinturón de asteroides, descubierto el 19 de septiembre de 1974 por la astrónoma soviética Liudmila Chernyj desde el Observatorio Astrofísico de Crimea.

## Designación y nombre
Designado provisionalmente como  1974 SP . Fue nombrado Chivilikhin en honor al escritor ruso Vladímir Alekséievich Chivilijin y su primo, el poeta Anatoli Timoféievich Chivilijin.